# Nervo pudendo
O nervo pudendal é o principal nervo do períneo.:274 Ele é o responsável pela transmissão da sensação de órgãos genitais externos de ambos os sexos, e a pele ao redor do ânus e do períneo, bem como vem a ser o motor de alimentação de vários músculos pélvicos, incluindo os do sexo masculino ou feminino do esfíncter uretral externo e o esfíncter anal externo. Se danificado, mais comumente por parto, as lesões podem causar perda de sensibilidade ou incontinência fecal. O nervo pode ser bloqueado temporariamente através de um procedimento anestésico.
O canal pudendo que transporta o nervo pudendal também é conhecido pelo termo homônimo "canal Alcock", tendo em vista que foi Benjamim Alcock, um anatomista Irlandês, quem documentou o canal em 1836.

## Estrutura

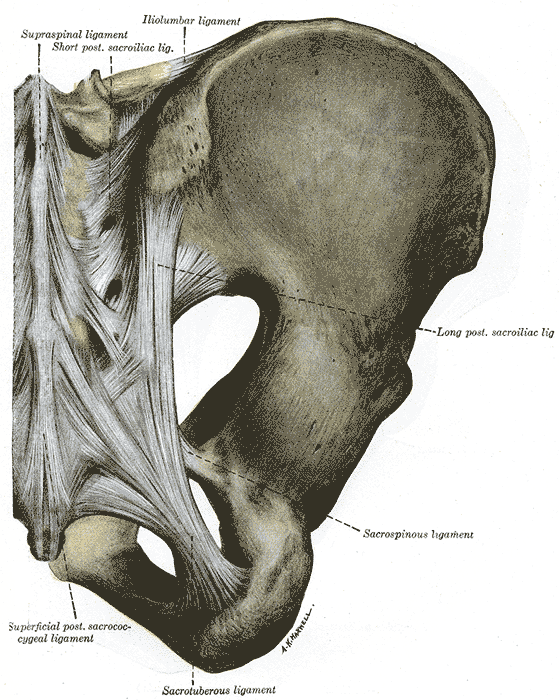
Imagem mostrando o maior ciático e o menor ciático, separados pelo ligamento sacrospinoso. O nervo pudendo sai da pelve através do maior ciático passa sobre o ligamento, e então reentra na pelve através do menor ciático.

O nervo pudendo é emparelhado, o que significa que existem dois nervos, um à esquerda e um no lado direito do corpo. Cada um é formado com três raízes que convergem logo acima da borda superior do ligamento sacrotubero e o músculo coccygeo. As três raízes tornam-se duas cordas quando a raiz média e inferior se juntam para formar o cabo menor, e estas por sua vez se unem para formar o nervo pudendo próximo do ligamento sacrospinoso. As três raízes são derivados do "ventral rami" do segundo, terceiro e quarto  nervos espinhais sacrais, com a principal contribuição vinda do quarto.:215:157
O nervo pudendal passa entre o músculo piriforme e coccygeus (ischiococcygeus) os músculos e deixa a pelve através da parte inferior da maior ciático forame. Ele cruza sobre a parte lateral do sacrospinous ligamento e reentra na pelve através do menor ciático forame. Após a reintrodução da pelve, que acompanha o interno pudendal artéria e interno pudendal veia para cima e para frente ao longo da parede lateral da ischiorectal fossa, sendo contidos numa bainha do obturador fáscia denominado pudendal canal, juntamente com o interno pudendal vasos sanguíneos.:8
Dentro do pudendal canal, o nervo divide-se em ramos, primeiro dando o inferior retal nervo, o nervo perineal, antes de continuar como o dorsal do nervo do pênis (no caso dos machos) ou a dorsal do nervo do clitóris (no feminino).:34

### Núcleo
O nervo é um importante ramo do plexo sacral,:950 com fibras originadas no Onuf núcleo no sacro região da medula espinhal.

### Variação
O nervo pudendo pode variar em suas origens. Por exemplo, o nervo pudendo pode, na verdade, ter origem fora do nervo ciático. Por conseguinte, danos ao nervo ciático podem igualmente afetar o nervo pudendo. Às vezes ramificações dorsais do primeiro nervo sacral contribuem com fibras para o nervo pudendo, e ainda mais raramente S5.

## Função
O nervo pudendo tem motor e funções sensoriais. Ele não carrega fibras parassimpáticas, mas carrega fibras simpáticas.:1738
O nervo pudendo suprimenta sensações para o pênis nos homens, e para o clitóris nas mulheres, que viaja através dos ramos tanto do nervo dorsal do pênis e o nervo dorsal do clitóris.:422  O escroto posterior nos homens e os lábios nas mulheres também são fornecidos, pelos nervos escrotais posteriores (machos) ou nervos posteriores labiais (fêmeas). O nervo pudendo é um dos vários nervos que fornecem sensação para estas áreas. Os ramos também são fontes de sensação para o canal anal.:8  Ao proporcionar sensação ao pênis e ao clitóris, o nervo pudendo é responsável pelo componente aferente de ereção do pênis e de ereção do clitóris. :147  Também é responsável pela ejaculação precoce.
Ramos também inervam músculos do períneo e do assoalho pélvico; ou seja, os músculos bulboesponjoso e o ischio cavernoso respectivamente, o músculo elevador do ânus (incluindo o iliococcígeo , pubococcígeo, puborectal e pubovaginal em fêmeas ou puboprostatico nos machos):422 o esfíncter anal externo (via ramo inferior anal),:7 e o esfíncter uretral externo tanto de homens quando de mulheres.:424–425
Como ele funciona para inervar o esfíncter externo uretral, é responsável pelo tônus do esfíncter mediado através da liberação de acetilcolina. Isso significa que durante os períodos de aumento da liberação de acetilcolina, o músculo esquelético no esfíncter externo da uretra se contrai, causando retenção urinária. Considerando que, em períodos de diminuição da liberação de acetilcolina, o músculo esquelético no esfíncter externo do uretra relaxa, permitindo que a micção da vesícula ocorra. (Esclarecimento: ao contrário do músculo esfíncter interno, o esfíncter externo é feito de músculo esquelético, e por isso está sob o controle voluntário do sistema nervoso somático.)

## Significado clínico

### Anestesia
O bloqueio do nervo pudendo, é uma técnica de anestesia local utilizada em procedimentos de obstetrícia para anestesiar o períneo durante o trabalho. Neste procedimento, um agente anestésico como a lidocaína é injetado através da parede interna da vagina sobre o nervo pudendo.

### Danos
O nervo pudendo pode ser comprimido ou esticado, resultando em neuropatia temporária ou permanente. A lesão irreversível do nervo pode ocorrer quando os nervos são esticados por 12% ou mais de seu comprimento normal.:655 Se o assoalho pélvico é sobre-esticado, de forma aguda (e.g. parto prolongado ou difícil) ou cronicamente (e.g. esforço crônico durante a defecação causada por prisão de ventre), o nervo pudendo torna-se vulnerável à neuropatia induzida por estirament..:655  O aprisionamento do nervo pudendo (ou pudendal nerve entrapment), também conhecido como Síndrome do Canal de Alcock, é muito rara e está associada ao ciclismo profissional . Doenças sistêmicas, como diabetes e esclerose múltipla podem danificar o nervo pudendo através de desmielinização ou outros mecanismos.:37 Um tumor pélvico (com destaque para um grande teratoma sacrococcígeo), ou cirurgia para remover o tumor, pode também causar danos permanentes.
A neuropatia unilateral do nervo pudendo causa inconsistentemente incontinência fecal em alguns, mas não em outros. Isso ocorre porque a inervação crossover do esfíncter anal externo ocorre em alguns indivíduos.:34

### Imagem
O nervo pudendal é difícil de visualizar em exames de rotina de Tomografia Computadorizada e Ressonância Magnética. No entanto, sob orientação de Tomografia, uma agulha pode ser colocada adjacente ao feixe neurovascular pudendo. A coluna ischial, uma estrutura facilmente identificável na TC, é usada como o nível de injeção. Uma agulha espinhal é avançada através da musculatura glútea e avançada dentro de alguns milímetros do coluna ischial vertebral. O contraste (corantes de raio-x), em seguida, é injetado, destacando-se o nervo do canal e permitindo a confirmação da correta colocação da agulha. O nervo pode então ser injetado com cortisona e anestésico local para confirmar e também tratar a dor crônica dos órgãos genitais externos (conhecida como vulvodinia, no caso das mulheres), dor pélvica e dor anorretal.

#### Teste de latência do nervo
O tempo necessário para quantificar o tempo necessário para que um músculo fornecido pelo nervo pudendo se contraia em resposta a um estímulo elétrico aplicado às fibras sensoriais e motoras. O aumento do tempo de condução (latência terminal do motor) significa dano ao nervo.:46  2 eléctrodos estimulantes e 2 eletrodos de medição são montados no dedo enluguado do examinador ("eletrodo de St Mark").:46

## História
O termo pudendo vem do latim pudenda, o que significa genitália externa, derivada de pudendum, que significa "partes de que se envergonhar". O canal pudendo também é conhecido pelo termo homônimo "canal de Alcock", eis que foi Benjamim Alcock, um anatomista Irlandês, quem documentou o canal em 1836. Alcock documentou a existência do canal pudendo e do nervo pudendo em uma contribuição sobre artérias ilíacas no livro "The Cyclopaedia of Anatomy and Physiology" de Robert Bentley Todd.

## Imagens adicionais

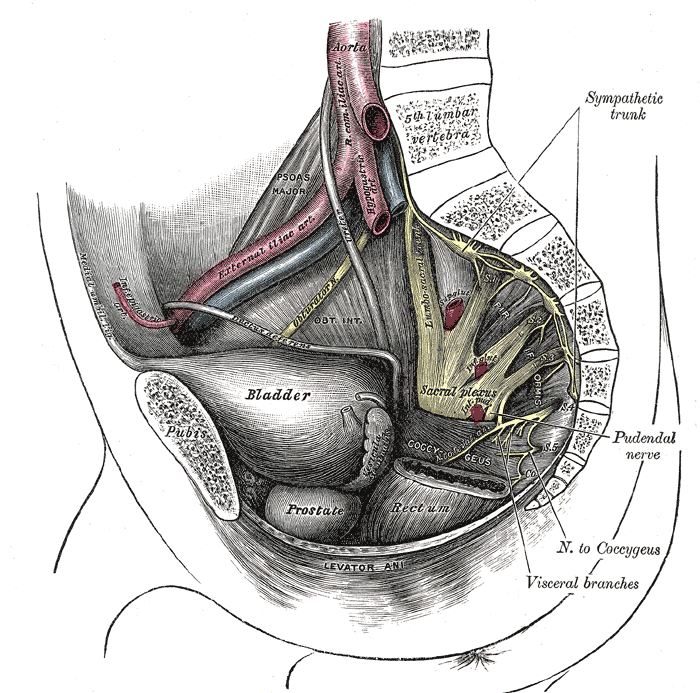
The male pelvis, showing the pudendal nerve (centre right)
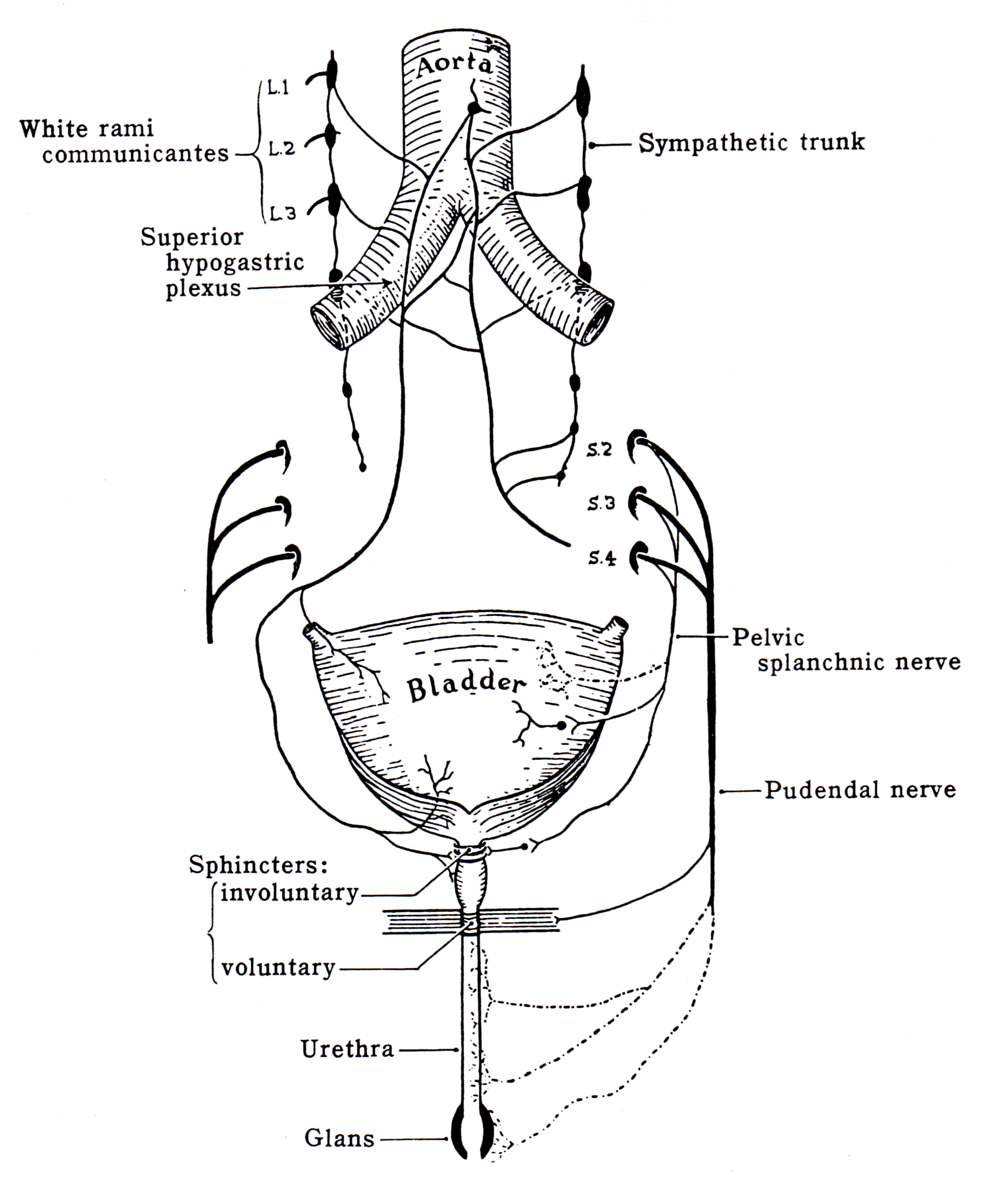
Schematic showing the structures innervated by the pudendal nerve
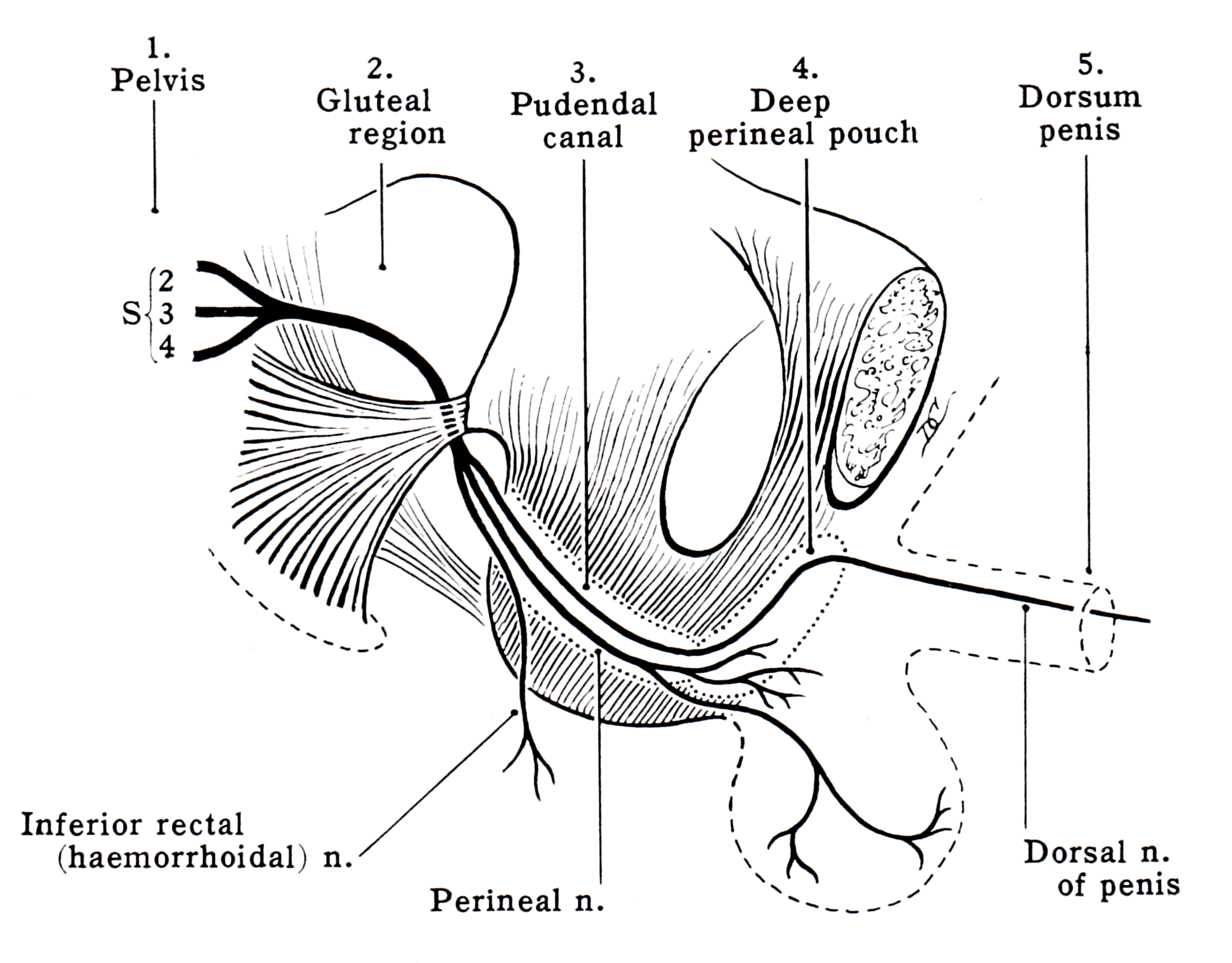
Diagram of the course of the pudendal nerve in the male pelvis